# Istana Bukit Serene

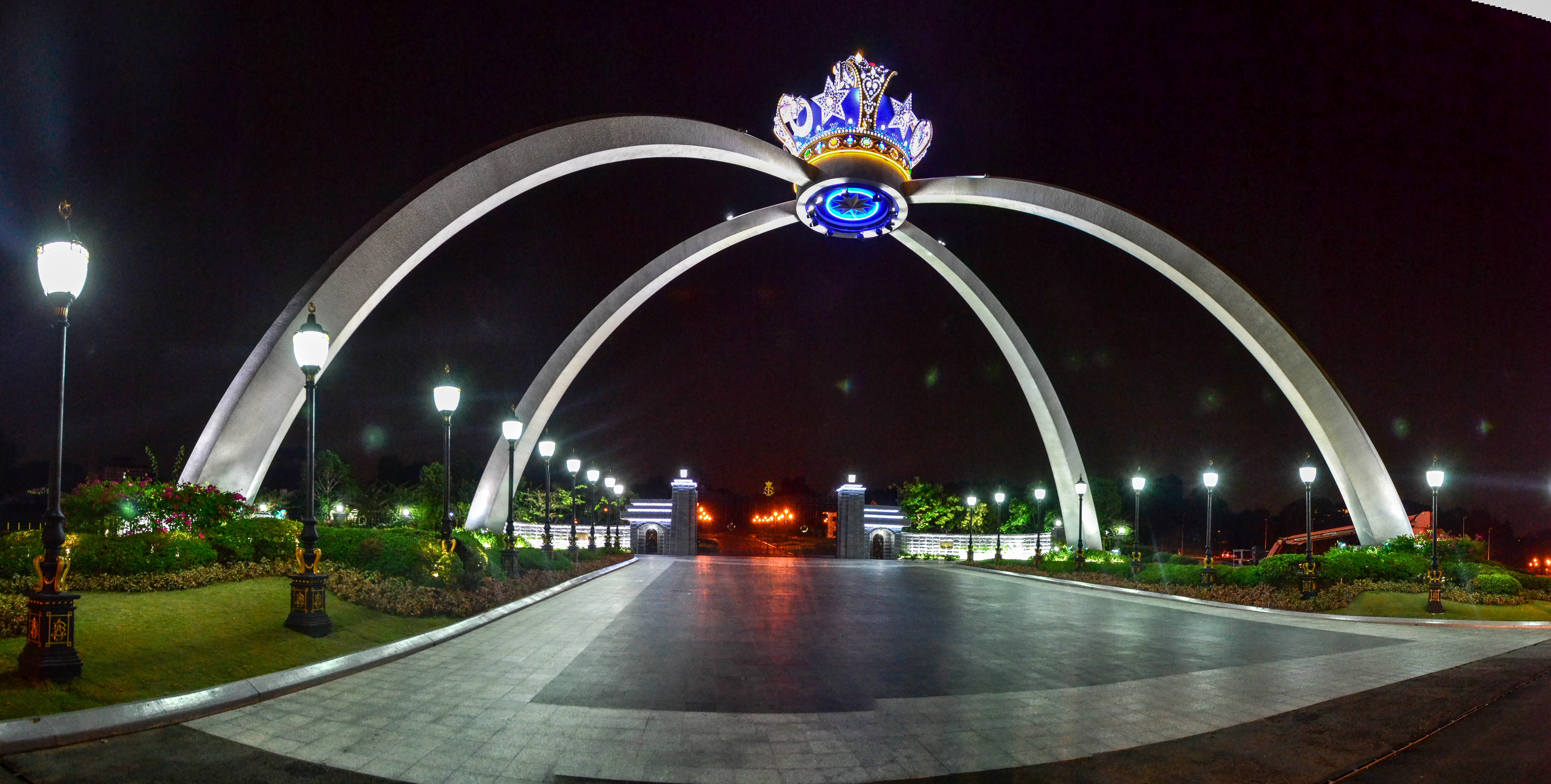
Istana Bukit Serene

Der Istana Bukit Serene ist die offizielle Residenz des Sultans des malaysischen Bundesstaates Johor und befindet sich in der Stadt Johor Bahru. Der Palast ist der Straße von Johor zugewandt und ist in Sichtweite von Singapur. 1933 wurde der Palast fertiggestellt.